# Partit Marxista-Leninista (Reconstrucció Comunista)
El Partit Marxista-Leninista (Reconstrucció Comunista) és un partit comunista, d'ideologia marxista-leninista i antirrevisionista, seguint la línia del dictador comunista albanès Enver Hoxka, que va ser contrari a la desestalinització. Té nuclis a ciutats com Madrid, Barcelona o València. El seu secretari general és Roberto Vaquero, conegut per les seves aparicions a les xarxes socials.
Dos dels seus militants van participar en la Guerra Civil siriana, on es van unir a les Milícies Internacionals de Rojava en la seva lluita contra l'Estat Islàmic. El PML(RC) també és conegut per la seva desfilada anual a la ciutat de Madrid en honor als combatents del bàndol republicà durant la Guerra Civil Espanyola.
El PML (Reconstrucció Comunista) actua públicament sota el nom de Front Obrer. Aquest defineix com una alternativa a l'esquerra i ha protagonitzat diversos "escratxes" contra les cares públiques de la formació política Podemos, així com campanyes polítiques contra partits amb presència parlamentària, com el PSOE o VOX.
El PML(RC) es defineix com un ‘Partit de nou Tipus leninista’, hereu polític del ja extint PCE(m-l) i també del FRAP, organitzacions antifranquistes. El Front Obrer defensa la República Popular Socialista d'Albània liderada per Enver Hoxha i la Unió Soviètica de Stalin.

## Història
La trajectòria del partit s'inicia el 2009 denominant-se com a Reconstrucció Comunista. Sorgeix de comunistes que militaven en altres organitzacions i que decideixen formar la seva organització independent. El 2013 el PML(RC) van dur a terme el seu III Congrés, constituint-se com a partit polític. Així, en els seus documents polítics exposen.

### Consolidació (2012-2015)
Entre els anys 2012-2014, el partit va augmentar el seu treball en l'àmbit internacional, donant suport a algunes causes antirepresives a l'Iran i l'Equador, així com a la Insurrecció Naxalita a l'Índia, encara que amb el temps es va fer palpable la seva ruptura radical amb les organitzacions maoistes que donaven suport a aquest moviment. El PML(RC) participaria també de les vagues generals que van caracteritzar el període 2010-2012, i va donar suport a la creació de plataformes contra la repressió després de l'augment considerable de càrregues policials i detencions durant l'auge de les mobilitzacions.

El 2013 celebrarien el seu II Congrés, en el qual formalitzarien la seva crítica al maoisme com a corrent anti-marxista, així com la seva postura anti-imperialista respecte als EUA i la Xina-Rússia com ‘dos blocs politicoeconòmics reaccionaris’ i ‘contraris al progrés dels pobles’.
Així ens trobem davant dos blocs imperialistes, el rus-xinès i el Nord-americà, cadascun amb els seus estats satèl·lits, que xoquen per a un nou repartiment del món, el millor exemple d'això és la invasió i ocupació de Líbia i la desestabilització de Síria. 
El 8 de març de 2013 farien pública la creació de les seves joventuts com a partit, la Jove Guàrdia (Bolxevic). El 22 de març d'aquest mateix any participarien de les Marxes de la Dignitat, però conformant un bloc ‘Combatiu i de classe’ denunciant el suposat tint “interclasista” i “reformista” que havien adquirit les mobilitzacions, bloc del qual van participar altres organitzacions d'esquerres.

### Il·legalització temporal del partit
Al desembre de 2014, dos militants del PML(RC) van acudir com a voluntaris al Batalló Internacional d'Alliberament, per a participar en el conflicte kurd. Després de la seva volta a Espanya al juliol de 2015 van ser detinguts, acusats d'integració en el Partit dels Treballadors de Kurdistan (PKK), considerat organització terrorista per la Unió Europea. Tant ells com el seu partit negaren aquestes acusacions. En les seves declaracions afirmen que van treballar al costat de les YPG, i que la decisió va ser totalment individual i voluntària. El 27 de gener de 2016, a causa de la col·laboració policial d'un dels brigadistes, es va dur a terme l'Operació Vall, ordenada des del Jutjat d'instrucció núm. 6 de l'Audiència Nacional, instruït pel magistrat Eloy Velasco. Van ser detinguts 8 militants del PML(RC) i un ciutadà d'origen kurd, sent acusats d'organització criminal i col·laboració amb banda terrorista.
A més de les detencions, l'Audiència Nacional va estimar la il·legalització del PML(RC) com a mesura cautelar durant un any, el tancament de totes les seves seus i l'entrada a la presó del ciutadà d'origen kurd i de dos militants del partit, entre ells la del Secretari General, que es va trobar empresonat en règim d'aïllament prop de dos mesos fins que, per falta de proves, va ser posat en llibertat. Actualment tots els imputats es troben en llibertat provisional, tres d'ells sota fiança.

### Activitat després de la Il·legalització
Finalitzat l'any de mesura cautelar i no sent prorrogat aquest per l'Audiència Nacional, el PML(RC) va quedar absolt de tots els càrrecs que se l'acusaven, emprenent novament la seva activitat pública realitzant una desfilada en la commemoració de la República, el 8 d'abril de 2017.
A partir de 2018, el PML(RC) es converteix en la base sobre la qual es constitueix l'anomenat Front Obrer, una organització que s'ha fet coneguda pels seus escratxes contra Íñigo Errejón, Pablo Iglesias o Irene Montero. També es van donar a conèixer gràcies a la iniciativa Esperança Obrera a la ciutat de València, on van recuperar un espai abandonat, un edifici.

## Ideologia
El PML(RC) té como ideologia el marxisme-leninisme, un dels seus objectius és el que anomenen la lluita contra el revisionisme, així anomenen al procés de desestalinització i els partits comunistes que s'han allunyat de l'estalinisme.

## Controvèrsies
El PML (RC) ha estat criticat per desenvolupar una línia agressiva de la qual formarien part els seus campaments on es practiquen esports de contacte i s'imparteixen formacions de marxisme-leninisme, i la seva controvertida participació en la lluita contra DAESH a Síria, que conclouria condemnant a diversos dels seus membres per pertinença a grup criminal, però deixant exempt al PML (RC) de responsabilitat penal.
Paco Arcadio, un dels brigadistes pertanyents al PML (RC) que va marxar a combatre a l'Estat Islàmic a Síria va acabar trencant els seus llaços amb l'organització durant el procés en el qual el PML (RC) va ser temporalment il·legalitzat sota les sospites de terrorisme en combatre a DAESH a Síria. Arcadio va acabar sent un confident policial durant el procés judicial, per la qual cosa la seva condemna va ser reduïda.